# أليساندرا ماستروناردي
أليساندرا ماستروناردي (بالإيطالية: Alessandra Mastronardi) (نابولي، 18 فبراير، 1986) هي ممثلة إيطالية..

## حياتها
ولدت أليساندرا في نابولي بإيطاليا، ولكن عاشت في روما منذ الخامسة من العمر. حضرت المعاهد الثانوية الكلاسيكية، ثم جامعة روما سابينزا في محاولة للدراسات العليا في الفنون المسرحية. سابق لها ان حضرت دورة علم النفس وكان الظهور الأول لها على التلفاز في عام 1997.

## وصلات خارجية
- أليساندرا ماستروناردي على موقع IMDb (الإنجليزية)
- أليساندرا ماستروناردي على موقع ميتاكريتيك (الإنجليزية)
- أليساندرا ماستروناردي على موقع روتن توميتوز (الإنجليزية)
- أليساندرا ماستروناردي على موقع ألو سيني (الفرنسية)
- أليساندرا ماستروناردي على موقع أول موفي (الإنجليزية)
- أليساندرا ماستروناردي على موقع قاعدة بيانات الأفلام السويدية (السويدية)
- أليساندرا ماستروناردي على موقع قاعدة بيانات الفيلم (الإنجليزية)
- أليساندرا ماستروناردي على موقع كينوبويسك (الروسية)